# Michael Nägler
Michael Nägler (* 1957) ist ein deutscher Xiangqi-Spieler.
Der promovierte Radiologe ist an einer Klinik in Lingen beschäftigt und spielt das chinesische Xiangqi seit seinem ersten Besuch in China 1988.
Er ist Präsident des Deutschen Xiangqi-Bundes (DXB) und Vizepräsident der Europäischen Xiangqi-Federation (EXF).
Sechsmal (1996, 1997, 1998, 2000, 2001 und 2007) wurde Nägler deutscher Meister, womit er Rekordhalter ist. Er nahm an mehreren Weltmeisterschaften teil. Bei der WM 2005 in Paris erreichte Nägler als 38. von 70 Startern 5,5 Punkte aus 11 Partien (50 %) und belegte damit den zweiten Rang in der Nicht-Chinesen/Vietnamesen-Wertung.
Das bislang beste Abschneiden eines Nicht-Asiaten bei einer Weltmeisterschaft im Xiangqi war Norbert Schäfer vergönnt, der bei der WM 1997 in Hongkong 34. von 76 Teilnehmern werden konnte.